# Gmina Zawidz
Gmina Zawidz ist eine Landgemeinde (gmina wiejska) im Powiat Sierpecki in der Woiwodschaft Masowien, Polen. Sitz der Landgemeinde ist das Dorf Zawidz Kościelny.

## Geographie
Die Gemeinde hat eine Flächenausdehnung von 186,09 km². 82 % des Gemeindegebiets werden landwirtschaftlich genutzt, 11 % sind mit Wald bedeckt.

## Geschichte
Die Gmina Zawidz entstand 1973  und gehörte von 1975 bis 1998 zur Woiwodschaft Płock.

## Sołectwa
Zu der Gemeinde gehören die Sołectwa (Schulzenämter)
Budy Milewskie
Budy Piaseczne
Chabowo-Świniary
Gołocin
Grabowo
Grąbiec
Gutowo-Górki
Gutowo-Stradzyno
Jaworowo-Jastrzębie
Jaworowo-Kłódź
Jaworowo-Kolonia
Jaworowo-Lipa
Jeżewo
Kęsice
Kosemin
Kosmaczewo
Krajewice Duże
Krajewice Małe
Majki
Majki Duże
Majki Małe
Makomazy
Mańkowo
Milewko
Milewo
Młotkowo-Kolonia
Młotkowo-Wieś
Nowe Kowalewo
Nowe Zgagowo
Orłowo
Osiek
Osiek Piaseczny
Osiek-Parcele
Osiek-Włostybory
Ostrowy
Petrykozy
Rekowo
Schabajewo
Skoczkowo
Słupia
Stare Chabowo
Stropkowo
Szumanie
Szumanie-Piory
Szumanie-Pustoły
Wola Grąbiecka
Zalesie
Zawidz Kościelny
Zawidz Mały
Zgagowo-Wieś
Zgagowo Nowe
Żabowo
Żytowo